# Antoine Virgile Schneider
Antoine Virgile Schneider (Bouquenom, 22 marzo 1779 – Parigi, 11 luglio 1847) è stato un generale, politico e nobile francese.

## Biografia
Antoine Virgile Schneider nacque il 22 marzo 1779 a Bouquenom, nell'arrondissement di Sarreguemines, figlio del medico dottor Christophe Schneider. Era cugino di Adolphe Schneider e di Eugène Schneider che contribuirono a sviluppare l'industria del ferro presso Le Creusot. Virgil Schneider si diplomò all'École Polytechnique nel 1799.
Un memoriale inviato dall'isola greca di Corfù a Napoleone Bonaparte lo ricorda come geniere militare. Tenente durante la campagna in Polonia, venne promosso capitano nel 1808 durante la guerra peninsulare dove prese parte all'assedio di Saragozza, negli anni 1808-1809 ed a quello di Figueres nel 1811. Venne nominato cavaliere dell'impero il 23 febbraio 1811 e divenne quindi aiutante di campo del generale Henri Jacques Guillaume Clarke. Dopo una missione nelle isole ionie, venne assediato a Danzica nel 1813 col generale Jean Rapp. Promosso colonnello nel 1815, fu prigioniero di guerra e ritornò in Francia nel 1815 durante i Cento Giorni quando venne nominato capo dello staff del generale Rapp che si trovava al comando del 5º corpo d'armata, assegnato all'area del Reno.

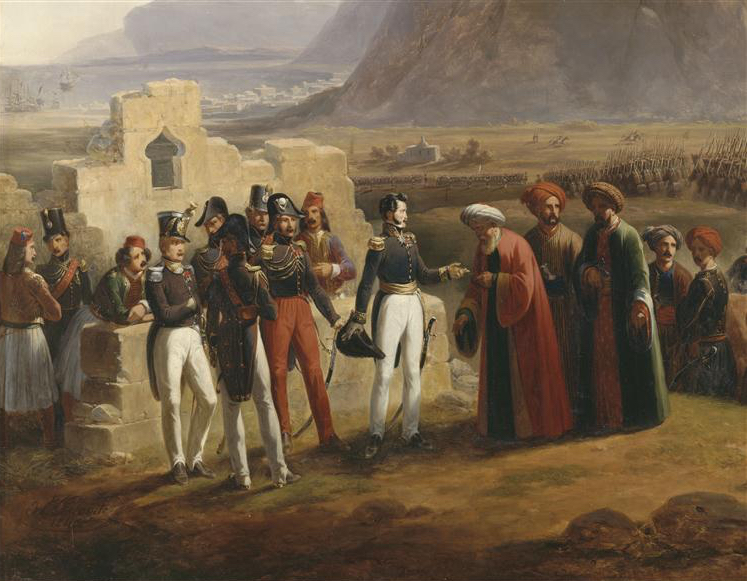
"La resa di Patrasso al generale Schneider" di Hippolyte Lecomte.

Riammesso in servizio con la seconda Restaurazione borbonica nel 1819, prese parte alla Spedizione di Spagna ed in particolare all'assedio di Pamplona del 1823 come colonnello del 20º reggimento di fanteria leggera. Promosso maresciallo di campo il 22 maggio 1825, prese parte alla spedizione di Morea in Grecia sotto il comando del maresciallo Nicolas Joseph Maison, dirigendo le operazioni d'assedio delle fortezze del Peloponneso nell'ottobre del 1828. A capo della 3ª brigata, liberò la città di Patrasso (5 ottobre 1828) e occupò il "castello di Morea" a Patrasso (30 ottobre 1828) sconfiggendo i turco-egiziani di Ibrahim Pasha. Dopo aver liberato la Grecia dai suoi occupanti, venne nomnato comandante in capo delle truppe occupanti al posto del maresciallo Maison e ricevette la spada d'onore dal governo greco al momento del suo ritorno in patria, nel luglio del 1831.
Promosso tenente generale il 12 agosto 1831 e nominato capo dello staff del dipartimento della guerra dal 20 novembre 1832, venne prescelto il 21 giugno 1834 come deputato per il 6º distretto della Mosella (Sarreguemines), e rieletto quindi il 4 novembre 1837 ed il 2 marzo 1839. Fu parte della coalizione che si batté contro il ministero di Louis Mathieu Molé.
Nominato ministro della guerra nel secondo governo di Jean de Dieu Soult il 12 maggio 1839, si vide riconfermato il mandato l'8 giugno 1839, mantenendo il proprio ministero sino al 1º marzo 1840. Durante il suo mandato migliorò la qualità della vita degli ufficiali e riorganizzò lo staff generale.
Il 28 novembre 1840, il generale Schneider ottenne il comando delle truppe della divisione di Parigi, che cooperarono con i lavori di fortificazione della capitale e, il 17 luglio 1841, divenne presidente della commissione per la fanteria. Rieletto deputato il 9 luglio 1842, venne riconfermato il 1º agosto 1846.
Morì a Parigi l'11 luglio 1847.